# GOING GOING HOME
「GOING GOING HOME」（ゴーイング・ゴーイング・ホーム）は、H Jungle with tの2枚目のシングル。1995年7月19日にavex traxよりリリースされた。

## 解説
- フジテレビ系『HEY!HEY!HEY! MUSIC CHAMP』のイメージソング。

## 背景
- 1995年5月初頭に企画が動き出し同月下旬に歌詞・メロディーが完成したが[2]、浜田はデモテープを聞いた途端「何やこれ!めちゃ難しいよ!この曲!」と叫んで一度帰ってしまったほどに、間を置くエフェクト・仕掛け・驚かし等の演出が無い「Aメロ→Bメロ→サビ→間奏→Aメロ」の中でボーカルをフィーチャリングしていく方針をとった[3]。

## 録音
- 浜田は「歌詞の意味を理解してから歌いたいから、歌入れの10日前に歌詞が欲しい」と伝えた[2]。
- レコーディングでは浜田が風邪気味の状態で行われ、その時の浜田の鼻声が小室に丁度良く聞こえ、OKがでた。浜田は「あの体調にならないともう歌えないです（笑）」と語っている[2]。

## 音楽性とテーマ
- 楽曲のタイトルの意味は「故郷に帰る」という意味もあるが、今作では「自分の大事な人・大切な女性」という意味を込めている[2]。
- コンセプトを立ち上げた段階から、浜田は「今度は女が出て来ないとおかしい。だが、いかにもラブソングなのはいやだ。『こんな感じの女性がいて欲しい』という感じで」「前半は『女』を遠回しに歌いながら、最後はストレートに歌いたい」と伝え、小室は「夏の終わりの大失恋ソング」と固め[2]、「女性の影を歌の中にどう仄めかすか?何となく出てくるのはどうか?」「10代～30代の男性が何かが欠落していることに気付いて、ふと立ち止まった瞬間頭に浮かぶいつも影で心の支えになってくれていた女性に対する真面目な自問自答であり、その対象は彼女とも、妻とも取れる」[2][3]をテーマに、何回もミーティングを重ねながら歌詞をつけて、浜田のダメ出しを受けて小室が1行ずつ書き直した[3]。
- BORO「大阪で生まれた女」・上田正樹「悲しい色やね」等大阪弁のパワフルなイントネーションを持つ楽曲を参考にした[3]。

## プロモーション
- PVは、サイパン島の近くのマニャガハ島で撮影された。最初は小室のスタジオで2人で撮影して、ブルーバックで南の島の風景を映すだけの予定だったが「フィルムに自分が映っていたらおもろいな」という浜田の意向で1泊2日のサイパンロケを強行した[2]。

## チャート成績
- 発売前の予約分で100万枚をプレスした[2]。
- 1995年年間オリコンチャート20位。
- 前作に引き続き2作連続でのミリオンセラーを達成したが、本作より2日前に発売されたサザンオールスターズの「あなただけを 〜Summer Heartbreak〜」に1位を譲り、最高位は2位。しかし、累計売上では、本作の方が上回っている（1996年7月時点での累計売上枚数130万枚・オリコン調べ）[4]。
- 1995年11月に『TK MUSIC CLAMP』で小室は150万枚は売れているだろうと発言している[5]。

## 収録曲
全曲、作詞・作曲：小室哲哉／編曲：小室哲哉、久保こーじ
1. GOING GOING HOME "Original Mix"
2. GOING GOING HOME "Jungle Mix"
3. GOING GOING HOME "Ragga Mix"